# Ventridens eutropis
Ventridens eutropis är en snäckart som beskrevs av Henry Augustus Pilsbry 1946. Ventridens eutropis ingår i släktet Ventridens och familjen Zonitidae. Inga underarter finns listade i Catalogue of Life.